# Dalmácie (provincie)
Dalmácie (latinsky Dalmatia) byla starověká římská provincie, která se nacházela na západě Balkánského poloostrova. Její název je odvozen ze jména ilyrského kmene Dalmatů (Delmatů), jenž v 1. tisíciletí př. n. l. sídlil na východním pobřeží Jaderského moře. Termín Dalmácie byl jako geografický název užíván zřejmě od poloviny 2. století př. n. l. a nejpozději v první polovině 1. století př. n. l. se toto označení ustálilo pro území rozkládající se od řeky Neretvy směrem na sever k řece Krka.

## Dějiny

### Ilýrie
Území Dalmatů bylo součástí ilyrského království zhruba od 4. století př. n. l. až do ilyrských válek na konci 3. století př. n. l., resp. do sedmdesátých let 2. století př. n. l., kdy Dalmatové získali nezávislost na ilyrském králi Gentiovi. Po jeho porážce Římany v roce 168 př. n. l. byl nad oblastí na jih od Neretvy zřízen římský protektorát. Hlavním střediskem Dalmatů bylo Delminium (dnešní Tomislavgrad v Bosně a Hercegovině). V roce 156 př. n. l. se Dalmatové dostali do prvního přímého střetu s Římany, kteří si tento bojovný kmen během dalších více než sta let postupně zcela podrobili. Augustus začlenil teritorium Dalmatů do provincie Ilýrie, jež byla formálně založena patrně mezi léty 32 až 27 př. n. l.

### Provincie Dalmácie

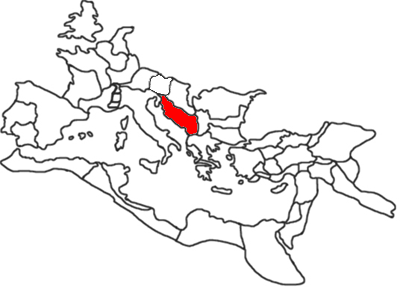
Římská říše kolem roku 120, červeně zvýrazněna Dalmácie

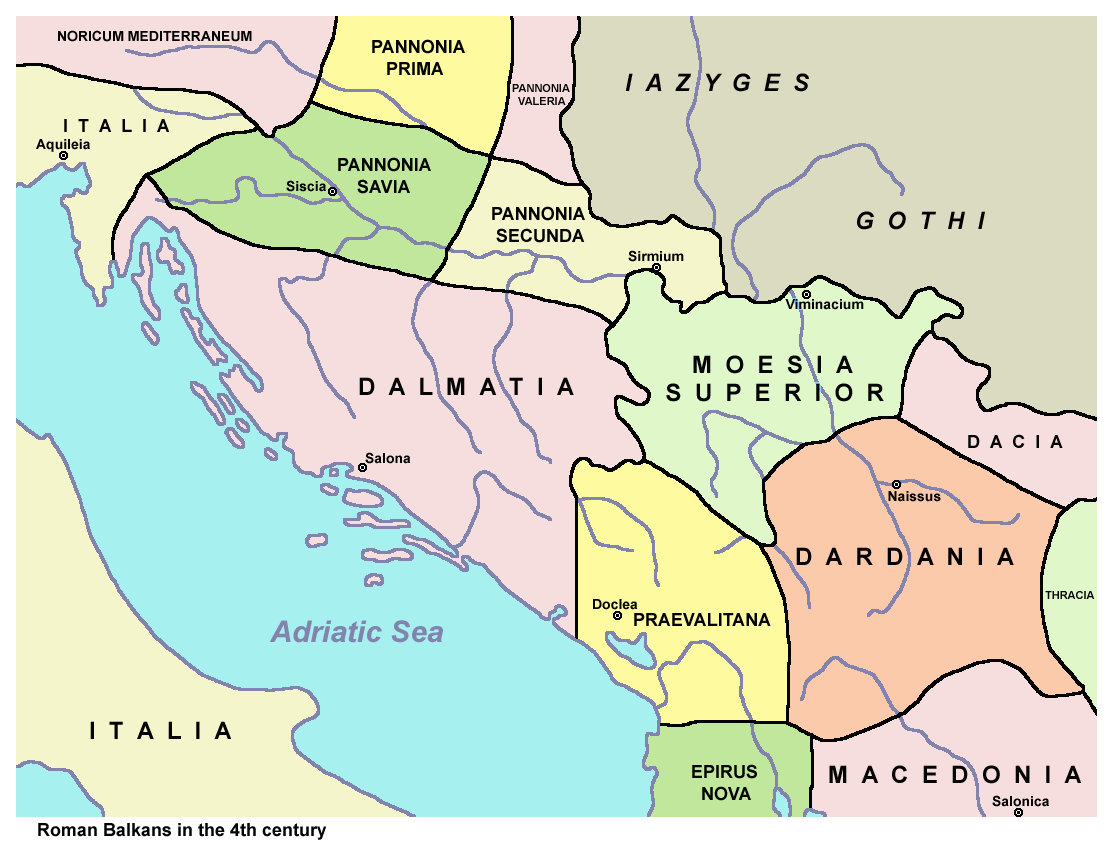
Dalmácie ve 4. století

V roce 6 n. l. Dalmatové společně s Panony naposledy povstali proti římské moci. Tato vzpoura byla však po třech letech rozdrcena, načež bylo Illyricum rozděleno do dvou provincií – Panonie a Dalmácie. Druhá uvedená zahrnovala většinu východního pobřeží Jaderského moře a značnou část přilehlého vnitrozemí včetně Dinárských hor. Dalmácie byla rodištěm římského císaře Diocletiana, který dal postavit Diocletianův palác poblíž antického města Salona, jež bylo správním centrem provincie. Tento palác se stal později jádrem chorvatského města Split. Během administrativní reorganizace římské říše na konci 3. století bylo stávající uspořádání Dalmácie změněno, přičemž oblast na jih od chorvatského města Cetinje byla přeměněna v provincii nazývanou Praevalitana. Zbytek provincie si podržel svůj dosavadní název. Po zhroucení západořímské říše v důsledku stěhování národů byl region po smrti Julia Nepota od roku 481 v moci Odoakera, po němž v roce 493 převzal vládu nad Dalmácií ostrogótský král Theodorich. Panství Gótů skončilo v roce 535, kdy císař Justinián I. připojil Dalmácii k východořímské říši.

## Obyvatelstvo
Historik Theodor Mommsen tvrdil, že Dalmácie byla ve 4. století plně romanizována a veškeré místní obyvatelstvo mělo tudíž hovořit latinsky. Avšak analýzy archeologických materiálů z této doby svědčí o tom, že proces romanizace zde zřejmě neprobíhal tak intenzivně. Zatímco městská centra, jak na pobřeží tak ve vnitrozemí, byla takřka úplně pořímštěna, takže se zde mluvilo a psalo latinským jazykem a způsob života místního obyvatelstva byl stejný jako v ostatních větších městech říše, mimo tato sídla byla situace značně odlišná. Ilyrové byli sice vystaveni silnému římskému vlivu po celá staletí, navzdory tomu však nepřestali používat svůj původní jazyk, uctívat vlastní bohy a dodržovat své starodávné zvyky. Rovněž si zachovali svoji sociálně-politickou kmenovou organizaci, která se jen v některých nezbytných aspektech přizpůsobila římským správním a politickým strukturám.